# Sövénység
Sövénység (románul: Fișer) falu Romániában, Erdélyben, Brassó megyében. Közigazgatásilag Kőhalomhoz tartozik.

## Fekvése
Kőhalom mellett, attól keletre fekvő település.

## Története
Sövénység szász település. Nevét 1488-ban említette először oklevél Schowiszer formában.
Későbbi névváltozatai: 1508-ban Schowyszer, 1532-ben Schuyscher (Scheiner 137), 1760–1762között Schweischer, 1808-ban Sövényszeg ~ Sövénység, Schweischer ~ Schweisser, Sovenul Kh (149). 1850: Sövénység, Chis
er (StTr), 1861-ben Sövényszeg, Schweicher, Csiser Kh (37), 1888-ban ≈(Schweischer, Cisszer), 1913-ban Sövénység.
A trianoni békeszerződés előtt Nagy-Küküllő vármegye Kőhalmi járásához tartozott.